# 許鈞炫
許鈞炫，又名"毛胖"，台灣歌仔戲樂師，現任國立國光劇團指揮，國立台灣戲曲專科學校傳統音樂科（現國立台灣戲曲學院戲曲音樂學系）畢業，專長胡琴類樂器和打擊樂器，參加許多大型舞台歌仔戲公演的樂隊演奏工作，擔任二胡、中胡、大廣弦、鑼、鐃鈸等樂器。
他在大型舞台歌仔戲公演《搜孤救孤》（邱火榮的音樂指導作品）和楊麗花最新的大型舞台歌仔戲公演《丹心救主》（劉文亮音樂設計兼主弦，王清松武場領班，簡永福文場領班，莊家煜笛簫，2007年）裡演奏大廣弦。
他在周以謙做音樂設計的大型舞台歌仔戲公演《唐伯虎點秋香》（朱作民打鼓，黃家俊主弦）裡演奏中胡和打擊樂器。
與莊步超、陳敬宗（京劇琴師；歌仔戲打擊樂演奏員）等都是國立台灣戲曲專科學校傳統音樂科（現國立台灣戲曲學院戲曲音樂學系）開始教授台灣戲曲音樂以後（該系前身國立復興劇藝實驗學校劇樂科有很長1段時間只教授京劇音樂）培養出來，兼通文場樂器和武場樂器的台灣青年樂師。
《廉政公鼠》（呂冠儀音樂設計，莊步超打鼓）和《慈悲三昧水懺》（莊家煜音樂設計，劉世瑛編曲配器，黃建銘打鼓）等大型舞台歌仔戲公演是他的領奏作品。